# Восток 4
„Восток 4“ е мисия от съветската космическа програма. Изстрелян е ден след Восток 3 с космонавта Павел Попович на борда. За първи път по едно и също време в орбита са изведени повече от един пилотирани космически кораби. Двете капсули се намират на около 5 км една от друга и установяват радио контакт.

## Параметри на полета
- Маса – 4728 kg;
- Наклон – 64,95°.
- Период – 88,39 min
- Перигей – 179,8 km
- Апогей – 236,7 km

## Екипаж

### Основен
- Павел Попович

### Поддържащ
- Владимир Комаров

### Резервен
- Борис Волинов